# PenAir
Peninsula Airways, работающая под брендом PenAir — это американская авиакомпания со штаб-квартирой в Анкоридже (Аляска) Это второй по величине региональный перевозчик в штате, выполняющий большой объём регулярных пассажирских и грузовых перевозок, а также чартерные перевозки и услуги санитарной авиации. Основной базой авиакомпании является Международный аэропорт Анкоридж имени Теда Стивенса, хабами являются Диллинхэм, Уналашка, Кинг-Салмон и Колд-Бей.

## История создания
В 1955 году 19-летний Орин Сейберт (Orin Seybert), владевший одним двухместным самолётом Taylorcraft, основал авиакомпанию Peninsula Airways. В следующем, 1956 году, был приобретён 4-местный самолёт Piper Tri-Pacer.

## Флот

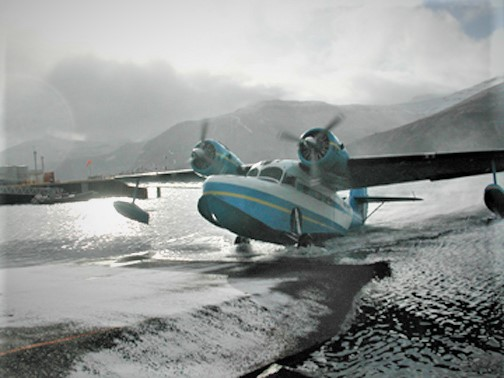
Grumman Goose авиакомпании PenAir

На октябрь 2007 года флот PenAir fleet включал в себя:
- 5 Cessna Caravan
- 1 Fairchild Metro 23
- 4 Fairchild Metro III
- 2 Grumman G-21A Goose
- 2 Piper Navajo Chieftain
- 11 Piper Saratoga
- 1 Piper PA-31 Navajo
- 10 Saab 340B
- 2 Saab 340A

PenAir — одна из немногих авиакомпаний, использующих гидросамолёт Grumman G-21A Goose на регулярных рейсах.

## Пункты назначения
PenAir выполнет ресы в следующие пункты назначения на Аляске (на июль 2009 года):
1. Акутан (KQA) — Акутан
2. Анкоридж (ANC) — Анкоридж (хаб)
3. Аниак (ANI) — Аниак
4. Атка (AKB) — Атка
5. Чигник-Бэй (KCG) — Чигник-Бэй
6. Чигник-Лагун (KCL) — Чигник-Лагун
7. Чигник-Лейк (KCQ) — Чигник-Лейк
8. Колд-Бей (CDB) — Колд-Бей (хаб)
9. Диллинхэм (DLG) — Диллинхэм (хаб)
10. Датч-Харбор / Уналашка (DUT) — Уналашка (хаб)
11. Эгиджик (EGX) — Эгиджик
12. Экуок (KEK) — Иквок
13. Фолс-Пасс (KFP) — Фолз-Пасс
14. Айгугиг (IGG) — Айгугиг
15. Кинг-Ков (KVC) — Кинг-Ков
16. Кинг-Салмон (AKN) — Кинг-Салмон (хаб)
17. Колиганек (KGK) — Колиганек
18. Levelock (KLL) — Levelock Airport
19. Манокотак (KMO) — Манокотак
20. Мак-Грат (MCG) — Мак-Грат
21. Нельсон-Лагун (NLG) — Нельсон-Лагун
22. Нью-Стуяхок (KNW) — Нью-Стуяхок
23. Никольский (IKO) — Найколски
24. Перривилл (KPV) — Перривилл
25. Пайлот-Пойнт (PIP) — Pilot Point Airport
26. Порт-Хейден (PTH) — Port Heiden Airport
27. Порт-Моллер / Колд-Бей (PML) — Порт-Моллер
28. Санд-Пойнт (SDP) — Sand Point Airport
29. Сент-Джордж (STG) — Сент-Джордж
30. Сент-Поль-Айленд (SNP) — Сент-Поль-Айленд
31. Тогиак (TOG) — Тогиак
32. Твин-Хиллз (TWA) — Твин-Хиллз
33. Уналаклит (UNK) — Уналаклит

### Уналашка
PenAir (через код-шеринговое соглашение с Alaska Airlines) выполняет рейсы в аэропорт Уналашка на турбовинтовых самолётах SAAB 340A/B.

## Происшествия
- 9 апреля 2008 года самолёт Grumman G-21A Goose (бортовой номер N471) приземлялся в аэропорте Уналашка на Алеутских островах, когда на взлётно-посадочную полосу неожиданно выехал грузовик, несмотря на наличие световой сигнализации о приближающемся самолёте. Шасси самолёта коснулись крыши грузовика и самолёт опрокинулся на ВПП. 9 человек в самолёте получили лёгкие ранения, водитель грузовика не пострадал. Самолёт был сильно повреждён, но не списан. Охранные ворота ВПП не работали некоторое время, что и было одной из причин инцидента[4].

- 17 октября 2019 года самолёт Saab 2000 выкатился за пределы ВВП в аэропорте Уналашка и скатился в озеро. Погиб 1 человек, 12 пострадали.